# Canoa/kayak ai Giochi della XXXI Olimpiade - K4 500 metri femminile
La gara di velocità femminile K4, 500 metri, per Rio de Janeiro 2016 si è svolta alla Laguna Rodrigo de Freitas dal 19 al 20 agosto 2016.

## Regolamento della competizione
La competizione prevede due batterie di qualificazione, due semifinali e due finale. I primi classificati in ciascuna batteria di qualificazione accedono direttamente alla finale "A", mentre gli altri equipaggi accedono alle semifinali. Nel corso delle semifinali i primi tre clessificati accedono alla finale "A", nel corso della finale A si compete per le medaglie, mentre gli altri concorrono nella finale "B" al solo scopo di definire i piazzamenti.

## Programma
| Data                   | Ora         | Round               |
| ---------------------- | ----------- | ------------------- |
| Venerdì 19 agosto 2016 | 09:37 10:37 | Batterie Semifinali |
| Sabato 20 agosto 2016  | 09:40       | Finale              |

## Risultati
| FA | Qualificato in finale A (per le medaglie)                       |
| FB | Qualificato in finale B (non per le medaglie)                   |
| SF | Qualificato al turno successivo per posizione in qualificazione |

### Batterie

#### Batteria 1
| Pos. | Atleta                                                                  | Paese         | Tempo    | Note |
| ---- | ----------------------------------------------------------------------- | ------------- | -------- | ---- |
| 1    | Maryna Litvinchuk Marharyta Makhneva Volha Khudzenka Nadzeya Liapeshka  | Bielorussia   | 1'30"320 | FA   |
| 2    | Marta Walczykiewicz Edyta Dzieniszewska Karolina Naja Beata Mikołajczyk | Polonia       | 1'33"020 | SF   |
| 3    | Jaimee Lovett Kayla Imrie Aimee Fisher Caitlin Ryan                     | Nuova Zelanda | 1'33"782 | SF   |
| 4    | Inna Klinova Irina Podoinikova Natalya Sergeyeva Zoya Ananchenko        | Kazakistan    | 1'36"127 | SF   |
| 5    | Jess Walker Rachel Cawthorn Rebii Simon Louisa Gurski                   | Gran Bretagna | 1'36"853 | SF   |
| 6    | Manon Hostens Amandine Lhote Léa Jamelot Sarah Troel                    | Francia       | 1'37"038 | SF   |
| 7    | Magdalena Garro Brenda Rojas Sabrina Ameghino Alexandra Keresztesi      | Argentina     | 1'37"645 | SF   |

#### Batteria 2
| Pos. | Atleta                                                                   | Paese     | Tempo    | Note |
| ---- | ------------------------------------------------------------------------ | --------- | -------- | ---- |
| 1    | Gabriella Szabó Danuta Kozák Tamara Csipes Krisztina Fazekas             | Ungheria  | 1'29"497 | FA   |
| 2    | Marija Povch Svitlana Achadova Anastasija Todorova Inna Hryščun          | Ucraina   | 1'31"727 | SF   |
| 3    | Franziska Weber Tina Dietze Sabrina Hering Steffi Kriegerstein           | Germania  | 1'33"185 | SF   |
| 4    | Andréanne Langlois Émilie Fournel Genevieve Orton Kathleen Fraser        | Canada    | 1'34"269 | SF   |
| 5    | Emma Jørgensen Amalie Thomsen Ida Villumsen Henriette Engel Hansen       | Danimarca | 1'36"675 | SF   |
| 6    | Wenjun Ren Qing Ma Li Yue Liu Haiping                                    | Cina      | 1'38"730 | SF   |
| 7    | Nikolina Moldovan Milica Starović Dalma Ružičić-Benedek Olivera Moldovan | Serbia    | 1'39"316 | SF   |

### Semifinali

#### Semifinale 1
| Pos. | Atleta                                                             | Paese         | Tempo    | Note |
| ---- | ------------------------------------------------------------------ | ------------- | -------- | ---- |
| 1    | Jaimee Lovett Kayla Imrie Aimee Fisher Caitlin Ryan                | Nuova Zelanda | 1'34"778 | FA   |
| 2    | Marija Povch Svitlana Achadova Anastasija Todorova Inna Hryščun    | Ucraina       | 1'35"512 | FA   |
| 3    | Emma Jørgensen Amalie Thomsen Ida Villumsen Henriette Engel Hansen | Danimarca     | 1'36"302 | FA   |
| 4    | Wenjun Ren Qing Ma Li Yue Liu Haiping                              | Cina          | 1'37"055 | FB   |
| 5    | Inna Klinova Irina Podoinikova Natalya Sergeyeva Zoya Ananchenko   | Kazakistan    | 1'37"423 | FB   |
| 6    | Magdalena Garro Brenda Rojas Sabrina Ameghino Alexandra Keresztesi | Argentina     | 1'38"579 | FB   |

#### Semifinale 2
| Pos. | Atleta                                                                   | Paese         | Tempo    | Note |
| ---- | ------------------------------------------------------------------------ | ------------- | -------- | ---- |
| 1    | Franziska Weber Tina Dietze Sabrina Hering Steffi Kriegerstein           | Germania      | 1'34"710 | FA   |
| 2    | Andréanne Langlois Émilie Fournel Genevieve Orton Kathleen Fraser        | Canada        | 1'36"254 | FA   |
| 2=   | Jess Walker Rachel Cawthorn Rebii Simon Louisa Gurski                    | Gran Bretagna | 1'36"254 | FA   |
| 4    | Marta Walczykiewicz Edyta Dzieniszewska Karolina Naja Beata Mikołajczyk  | Polonia       | 1'36"532 | FB   |
| 5    | Nikolina Moldovan Milica Starović Dalma Ružičić-Benedek Olivera Moldovan | Serbia        | 1'38"398 | FB   |
| 6    | Manon Hostens Amandine Lhote Léa Jamelot Sarah Troel                     | Francia       | 1'39"069 | FB   |

### Finali

#### Finale B
| Pos. | Atleta                                                                   | Paese      | Tempo    | Note |
| ---- | ------------------------------------------------------------------------ | ---------- | -------- | ---- |
| 9    | Marta Walczykiewicz Edyta Dzieniszewska Karolina Naja Beata Mikołajczyk  | Polonia    | 1'37"658 |      |
| 10   | Marta Walczykiewicz Edyta Dzieniszewska Karolina Naja Beata Mikołajczyk  | Kazakistan | 1'39"419 |      |
| 11   | Wenjun Ren Qing Ma Li Yue Liu Haiping                                    | Cina       | 1'40"071 |      |
| 12   | Manon Hostens Amandine Lhote Léa Jamelot Sarah Troel                     | Francia    | 1'41"069 |      |
| 13   | Magdalena Garro Brenda Rojas Sabrina Ameghino Alexandra Keresztesi       | Argentina  | 1'41"394 |      |
| 14   | Nikolina Moldovan Milica Starović Dalma Ružičić-Benedek Olivera Moldovan | Serbia     | 1'42"818 |      |

#### Finale A
| Pos. | Atleta                                                                 | Paese         | Tempo    | Note |
| ---- | ---------------------------------------------------------------------- | ------------- | -------- | ---- |
|      | Gabriella Szabó Danuta Kozák Tamara Csipes Krisztina Fazekas           | Ungheria      | 1'34"482 |      |
|      | Franziska Weber Tina Dietze Sabrina Hering Steffi Kriegerstein         | Germania      | 1'35"383 |      |
|      | Maryna Litvinchuk Marharyta Makhneva Volha Khudzenka Nadzeya Liapeshka | Bielorussia   | 1'36"908 |      |
| 4    | Marija Povch Svitlana Achadova Anastasija Todorova Inna Hryščun        | Ucraina       | 1'37"214 |      |
| 5    | Jaimee Lovett Kayla Imrie Aimee Fisher Caitlin Ryan                    | Nuova Zelanda | 1'38"198 |      |
| 6    | Emma Jørgensen Amalie Thomsen Ida Villumsen Henriette Engel Hansen     | Danimarca     | 1'39"057 |      |
| 7    | Jess Walker Rachel Cawthorn Rebii Simon Louisa Gurski                  | Gran Bretagna | 1'40"043 |      |
| 8    | Andréanne Langlois Émilie Fournel Genevieve Orton Kathleen Fraser      | Canada        | 1'40"733 |      |